# Spoon Sports
Spoon Sports Co, Ltd es una compañía japonesa fundada en 1988. Spoon Sports es una empresa dedicada fabricar piezas para modificar motores y otras piezas, especializada en autos manufacturados por Honda Motor Company. Su concepto es el de crear vehículos que proporcionen "Tecnología Total" y "Confort Real".
La compañía modifica y corre vehículos Honda en numerosas competiciones de resistencia; asimismo comercializa piezas “aftermarket” para los entusiastas del automovilismo. Algunas de las carreras en las que Spoon ha participado son:
- Tsukuba 9 horas de resistencia en la carrera
- 24 Horas de Nürburgring
- 25 horas de Thunderhill
- USTCC (United States Touring Car Championship)

## Historia corporativa
Ichishima Tatsuru, el fundador de Spoon Sports, fue originalmente piloto. Por lo tanto, de igual forma que Honda, las carreras de autos siempre han corrido por la sangre de Spoon Sports. El primer coche que Ichishima-San corrió fue un Honda Civic.
Spoon Sports fue fundada para especializarse en la modificación motores Honda en Takaido, Suginami-ku Tokyo sobre la avenida Koshu Kaido. En 1988, Spoon comenzó a desarrollar una computadora (ECU) de alto rendimiento diseñada para vehículos Honda. Spoon diseñó y construyó tanto los componentes más mínimos así como los de mayor importancia para los automotores Honda para su uso tanto en vehículos Spoon Sports de carreras como para la venta al público en general.
En 1996, Spoon comienza a comercializar ensambladuras para el motor Honda de la serie B, los mismos que bajo la precisión e ingeniería de Spoon garantizaban un rendimiento óptimo en las carreras de resistencia.
En 1997, Spoon se muda a un nuevo edificio ubicado en Ogikubo, en Suginami. Y asimismo comienza a ofrecer “conferencias de automotores” como parte de su programa de servicio al cliente.
En 2001, Spoon inaugura "Speed Shop Type-One" justo frente a la sede de Spoon Sports. Esta tienda se especializa en las modificaciones de autos Honda Type R así como otros componentes para brindar mayor rendimiento orientados a vehículos Honda tales como el Civic Type R, Integra Type R, Accord Euro-R y NSX-R. Sin embargo, Spoon también ha modificado vehículos que no necesariamente son de la serie “R” tal como el Civic SiR, Honda S2000, Honda Legend y el Honda Fit/Jazz. "Type-One" es una visión de Ichishima de cómo debe ser un concesionario de la marca Spoon Sports. Y esa visión es la muestra de una "modificación total de un auto y no sólo consideran las partes individuales sino considerando todo el ambiente y elementos que trabajan en armonía interactuado unos con otros."[cita requerida] De igual forma, Ichishima desea que Type-One sea reconocida como una tienda que no fue creada sólo para vender recambios, sino también para ofrecer a sus clientes capacitación de los productos Spoon tanto en instalación como en su funcionamiento.
Spoon es llamada así por la famosa curva “de cuchara” (Spoon en inglés), en el Circuito de Suzuka en Japón.